# Papirus Harris I

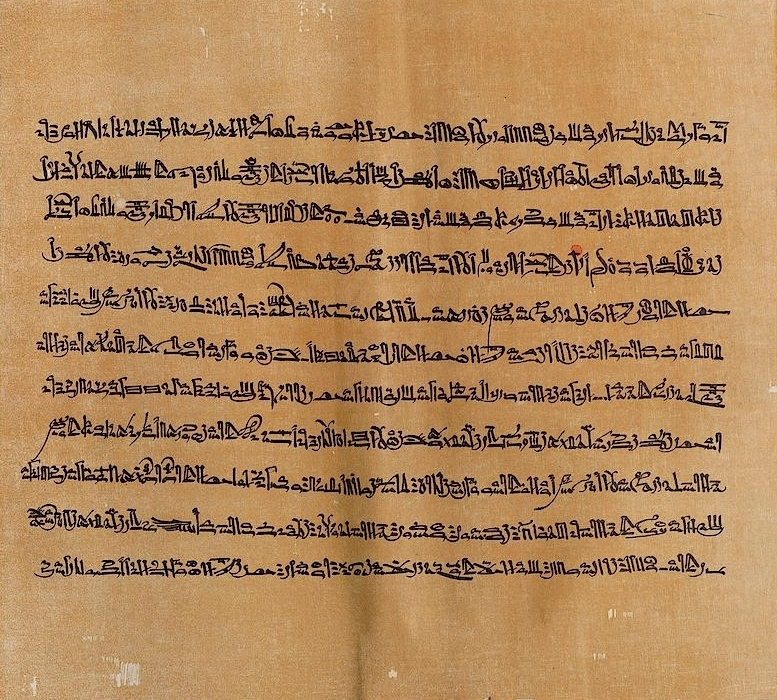
Papyrus Harris I Pl. LXXVI

Papirus Harris I lub Wielki Papirus Harris – papirus ze starożytnego Egiptu.
Oznaczony numerem katalogowym EA9999,24 lub BM9999. Został odnaleziony nieopodal Medinet Habu. Jego nazwa pochodzi od nazwiska Anthony'ego Charlesa Harrisa. Zakupiony przez niego w 1855 roku, do British Museum trafił w 1872 roku. Jest najdłuższym papirusem kiedykolwiek znalezionym w Egipcie. Mierzy 40,5 metra i zawiera 1500 linii tekstu. Został napisany w hieratyce w czasach panowania Ramzesa IV.
Składa się z kilku rozdziałów, zawiera spis darów Ramzesa III dla świątyń, m.in.: Amona w Tebach, Ptaha w Memfis i Re w Junu oraz krótkie podsumowanie panowania tego faraona. 
W swej części historycznej wspomina czasy panowania Setnachta jako okres odnowy i przywrócenia porządku, po których nastały lata panowania Ramzesa III i reorganizacji administracji i armii. Opisuje zmagania i wojny z Ludami Morza, Libijczykami i plemionami Maszuasz. Opisuje lata budowy i rozwoju dobrobytu kraju i jego zwykłych mieszkańców.
Podsumowując, ukazuje Ramzesa III jako wielkiego dobroczyńcę kraju i jego mieszkańców, rdzennych i napływowych i stanowi niejako kronikę panowania Ramzesa III, wymieniając przedsięwzięcia budowlane władcy oraz całokształt jego działalności wewnątrzpaństwowej.